# Flodoardo
Flodoardo de Reims (Flodoardus Remensis: 894-966) fue un cronista y religioso francés nacido y educado en Reims, en la escuela catedralicia que había sido fundada por el arzobispo Fulquerio.
Como canónigo en Reims, Flodoardo ocupó siendo aun joven una importante posición en la corte arzobispal, pero fue desposeído dos veces de sus beneficios por Heriberto II, conde de Vernandois, por oponerse a la elección de su hijo para la sede. Con el triunfo final del arzobispo Artold, en el año 947, Flodoardo se convirtió en consejero jefe por un tiempo, pero se retiró a hacer vida monacal en el año 952, dedicándose a la devoción y la actividad literaria. 
Su historia de la iglesia catedralicia en Reims (Historia Remensis Ecclesiae) es una producción excepcional: tenía acceso a los archivos eclesiásticos, que utilizó para elaborar su historia y muchas veces los reproduce de forma textual. Los documentos relativos al periodo de Hincmaro son particularmente valiosos.
Los Annales, que cubren el periodo 919-966, son doblemente importantes, por la honestidad del autor y por la posición central que Reims ocupaba en la situación política de la época.
Sus trabajos poéticos son también de interés. Su extenso poema del triunfo de Cristo y sus santos fue realizado para agradecer la apreciación mostrada por León VII, y dedica catorce libros a la historia de los papas.
Sus obras fueron publicadas en la Patrologia Latina de Migne. Para una bibliografía puede verse Auguste Molinier, Sources de l'histoire de France (v.932).